# Brun tigerpapegoja
Brun tigerpapegoja (Psittacella modesta) är en fågel i familjen östpapegojor inom ordningen papegojfåglar.

## Utseende och läte
Brun tigerpapegoja är en liten och kompakt papegoja med grön kropp och brunt på huvud och bröst. Vissa hanar har en gul nackkrage. Hane brunhuvad tigerpapegoja är lik, men brun tigerpapegoja har mörkare huvud med färre fläckar. Hona brun tigerpapegoja har brunt huvud och kraftigt bandat bröst. Bland lätena hörs ett nasalt stigande "chuit" likt större tigerpapegoja eller ett "chii-oo-wii!".

## Utbredning och systematik
Brun tigerpapegoja förekommer på västra Nya Guinea och delas in i tre underarter med följande utbredning:
- Psittacella modesta modesta – bergstrakter på Fågelhuvudhalvön)
- Psittacella modesta subcollaris – Sudirmanbergens nordsluttning österut till Hindenburgbergen
- Psittacella modesta collaris – Sudirmanbergens sydsluttning

Underarten subcollaris inkluderas ofta i collaris.

## Levnadssätt
Brun tigerpapegoja hittas i bergsbelägna skogsbryn. Den är tillbakadragen och ses lättast vid fruktbärande träd.

## Status och hot
Arten har ett stort utbredningsområde, men tros minska i antal, dock inte tillräckligt kraftigt för att den ska betraktas som hotad. Internationella naturvårdsunionen IUCN listar arten som livskraftig (LC).